# Antonina (Brésil)
Pour les articles homonymes, voir Antonina.
Antonina est une municipalité brésilienne de la microrégion de Paranaguá dans l'État du Paraná.